# Ernst John von Freyend
 (février 2018).
Si vous disposez d'ouvrages ou d'articles de référence ou si vous connaissez des sites web de qualité traitant du thème abordé ici, merci de compléter l'article en donnant les références utiles à sa vérifiabilité et en les liant à la section « Notes et références ».
Ernst John von Freyend (1909 - 1980) est un officier allemand durant la Seconde Guerre mondiale.
Adjudant de Wilhelm Keitel, il est connu pour avoir sans le vouloir aidé Claus von Stauffenberg à approcher Adolf Hitler lors du complot du 20 juillet 1944 au Wolfsschanze. Il proposa à Stauffenberg, blessé aux mains, de lui porter sa mallette, laquelle contenait de l'explosif. Stauffenberg refusa au début, puis lui demanda d'être placé près d'Hitler lors de la réunion où il se rendait, invoquant des problèmes d'audition. Freyend plaça la mallette sous la table de la pièce, à droite d'Adolf Heusinger et Stauffenberg ajusta sa position. La position de la mallette, légèrement déplacée par la suite par Heinz Brandt, fut cruciale dans la survie d'Hitler. Ernst John von Freyend survécut à l'explosion et fut arrêté avec Keitel par les Américains. Interrogé, il fut reconnu uniquement comme valet de Keitel et n'ayant pas pris part à des décisions militaires.